# Alpha Bâ
Alpha Bâ (Dakar, 31 dicembre 1989) è un ex calciatore senegalese, di ruolo difensore.

## Carriera

### Nazionale
Tra il 2010 e il 2013 ha giocato 4 partite con la nazionale senegalese.

## Palmarès

### Club

#### Competizioni nazionali
- Campionato senegalese: 1

Diaraf: 2018